# Jeanne de France (1556)
Pour les articles homonymes, voir Jeanne de France.
Jeanne de France, mort-née le 24 juin 1556 à Saint-Germain-en-Laye, est la cinquième fille et le dixième et dernier enfant du roi Henri II de France et de la reine Catherine de Médicis.

## Biographie

### L'accouchement de la reine
En juin 1556, la cour est à Saint-Germain-en-Laye pour attendre la délivrance de la neuvième grossesse de la reine. L'accouchement s'annonce le 24 du même mois et une double naissance survint. Le premier des nouveau-nés est une fille que l'on nomme Victoire : l'enfant est en bonne santé, ce qui n'est pas le cas du second. En effet, la sage-femme constate que l'enfant est mort-née et qu'elle est en plus mal positionnée dans le ventre de sa mère. 
Le médecin de la famille royale Jean Fernel prend alors la décision de démembrer l'enfant mort-née à l'intérieur du ventre de la reine afin de l'extraire rapidement et sauver ainsi la reine en grand danger. 
Cette seconde fille est tout de même considérée comme ayant été mise au monde et malgré sa mort, on la nomme Jeanne.

### Les derniers enfants
La reine se remet de ce douloureux accouchement et décide, après avoir donné naissance à dix enfants dont les deux derniers sont morts à 2 mois d'intervalle et reçu le conseil des médecins royaux, de ne plus donner d'enfant à la couronne.

## Représentation
La seule représentation de Jeanne et de Victoire, est une miniature du livre d'heures de Catherine de Médicis. Malgré le drame qui frappa Jeanne, les deux enfants sont représentées côte à côte, emmaillotées et placées sur un coussin. Au premier plan de la miniature, le prince représenté avec les mains jointes en prière serait le jeune Charles IX, mais il s'agit plus probablement de Louis, né en 1549 et mort en 1550.